# Mia Hamm
Mariel Margaret "Mia" Hamm-Garciaparra (sinh ngày 17 tháng 3 năm 1972 tại Selma, Alabama) là một nữ cầu thủ bóng đá người Mỹ. cô chơi nhiều năm trong đội tuyển bóng đá nữ quốc gia Hoa Kỳ ở vị trí tiền đạo và là thành viên sáng lập Washington Freedom. Với 158 bàn thắng quốc tế trong sự nghiệp của mình, cô từng là cầu thủ có nhiều bàn thắng cho đội tuyển quốc gia hơn bất cứ cầu thủ nào khác, kể cả nam hay nữ cho tới năm 2013 khi cầu thủ đồng hương Abby Wambach ghi bàn thắng thứ 159.
Hamm hai lần được chọn là Cầu thủ nữ xuất sắc nhất năm trong hai lần trao giải đầu tiên (2001 và 2002), và được có mặt trong danh sách 125 cầu thủ vĩ đại còn sống do Pelé bầu chọn. Cô giải nghệ năm 2004, sau khi đội tuyển Mỹ giành thắng lợi ở Thế vận hội Mùa hè 2004. Cô được ghi danh vào National Soccer Hall of Fame cũng như Alabama Sports Hall of Fame, Texas Sports Hall of Fame, và World Football Hall of Fame.
Mia Hamm là tác giả của cuốn Go For the Goal: A Champion's Guide to Winning in Soccer and Life và xuất hiện trong phim tài liệu của kênh HBO có tên Dare to Dream: The Story of the U.S. Women's Soccer Team. Vào năm 2005, cây viết của Washington Post là Michael Wilbon coi Hamm, "có lẽ là vận động viên quan trọng nhất trong 15 năm qua."

## Đầu đời

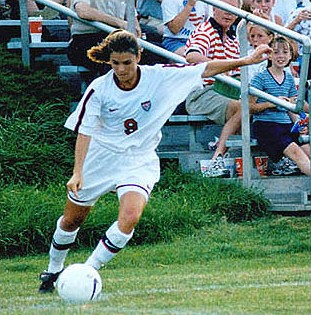
Hamm thực hiện một quả phạt góc

Mariel Margaret Hamm là người con thứ thư trong số sáu người con của ông bà Bill và Stephanie Hamm. Hamm bị quẹo chân bẩm sinh nên từ bé phải đi một đôi giày đặc biệt để giup chân cô trở lại bình thường. Thời thơ ấu của cô gắn liền với những căn cứ Không quân Hoa Kỳ cùng bố mẹ và chị em. Gia đình cô nhiều lần chuyển chỗ ở và từng định cư ở một số nơi như San Antonio và Ý. Firenze là nơi đưa Hamm tới với bóng đá.
Hamm bắt đầu chơi thể thao từ khi còn rất nhỏ. Khi lên cấp trung học thiếu niên cô thể hiện mình là một cầu thủ xuất sắc trong đội bóng đá nam của trường. Vào hai năm đầu trung học, cô chơi bóng cho đội trường Notre Dame Catholic High School ở Wichita Falls, Texas. Với tư cách là tân binh vào năm 1987, và là cầu thủ trẻ nhất, cô thường được ra sân từ đầu trong vai trò tiền đạo nhưng không thể ghi bàn. Hamm sau đó vào học tại trường Lake Braddock Secondary School ở Burke, Virginia trong hơn một năm, giúp đội Lake Braddock giành giải vô địch bang năm 1989.

## Sự nghiệp thi đấu

### Đại học
Hamm vào học tại Đại học Bắc Carolina, Chapel Hill, nơi cô giúp đội Tar Heels giành bốn chức vô địch bóng đá nữ của National Collegiate Athletic Association (NCAA) trong 5 năm (cô không thi đấu năm 1991 để tập trung thi đấu Giải vô địch bóng đá nữ thế giới 1991 ở Trung Quốc). Tar Heels chỉ thua một tổng số 95 trận có Mia Hamm trong đội hình. Cô có tên trong danh sách cầu thủ của năm toàn nước Mỹ và của Atlantic Coast Conference (ACC) trong ba năm cuối đại học. Cô cũng giành giải Vận động viên nữ của năm của ACC vào năm 1993 và 1994.
Hamm cũng là thành viên đội tuyển đại học quốc gia Mỹ thi đấu tại Thế vận hội Sinh viên Mùa hè 1993 và giành huy chương bạc sau khi để thua Trung Quốc. Cô là vua phá lưới với sáu bàn thắng. Cô tốt nghiệp đại học với thành tích được ACC ghi lại với 103 bàn thắng và 72 đường kiến tạo, đạt số điểm 278.

### Quốc tế

#### Đội tuyển quốc gia, 1987–2004

##### Giải thế giới 1991
Hamm lên tuyển quốc gia năm 15 tuổi, trở thành cầu thủ trẻ nhất từng thi đấu cho đội tuyển quốc gia. Vào năm 1991, cô là cầu thủ trẻ nhất có tên trong danh sách đội tuyển Hoa Kỳ dự kỳ World Cup nữ đầu tiên ở Trung Quốc. Trong trận đấu đầu tiên tại giải, Hamm ghi bàn thắng ấn định tỉ số ở phút 62 giúp Hoa Kỳ thắng 3–2 Thụy Điển. Hoa Kỳ gặp Brasil ở trận đấu thứ hai vào ngày 19/11. Họ giành chiến thắng 5–0 với các bàn thắng của Carin Jennings, Michelle Akers, Hamm, và hai bàn của April Heinrichs. Sau khi lần lượt vượt qua Nhật Bản ở trận cuối vòng bảng, Trung Hoa Đài Bắc ở trận tứ kết và Đức ở bán kết, Hoa Kỳ của Hamm đối đầu với Na Uy trong trận chung kết. Hamm cùng Hoa Kỳ lần đầu tiên vô địch thế giới sau chiến thắng 2–1 trước sự chứng kiến của 63.000 khán giả.

##### Giải thế giới 1995
Hamm có lần tham dự World Cup thứ hai vào năm 1995 ở Thụy Điển. Trong trận mở màn vòng bảng ngày 6/6, cô lập công ở phút thứ 51 giúp Hoa Kỳ cầm hòa 3–3 Trung Quốc. Trong chiến thắng 2–0 ở trận thứ hai gặp Đan Mạch, Hamm bất đắc dĩ đóng vai trò thủ môn trong những phút cuối cùng do thủ môn chính Briana Scurry nhận thẻ đỏ. Sau khi vượt qua Australia 4–1 vào ngày 10/6, Mỹ tiến vào vòng loại trực tiếp và đánh bại Nhật Bản 4–0 ở tứ kết. Tuy nhiên Hoa Kỳ bị đội sau đó lên ngôi vô địch là Na Uy loại ở bán kết với tỉ số 1–0 và về thứ ba sau khi vượt qua Trung Quốc 2–0 trong trận tranh giải ba. Hamm ghi bàn thứ hai của Hoa Kỳ ở phút 55.

##### Thế vận hội 1996
Hamm là nhân tố chủ chốt của Hoa Kỳ trong chiến dịch Thế vận hội đầu tiên trên sân nhà. Hamm ghi bàn trong năm trận giúp chủ nhà giành huy chương vàng. Cô gặp chấn thương ở những phút cuối trong chiến thắng 2–1 trước Trung Quốc, một trận đấu có sự chứng kiến của trên 76.000 người hâm mộ.

##### Giải thế giới 1999

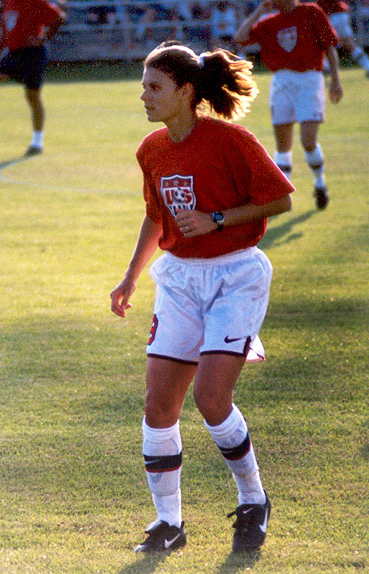
Hamm tập luyện trước trận đấu.

Hamm tiếp tục có mặt trong thành phần đội tuyển Mỹ tại Giải vô địch bóng đá nữ thế giới 1999 tổ chức trên sân nhà. Cô ghi hai bàn và sút thành công một quả luân lưu trong trận chung kết với Trung Quốc giúp Hoa Kỳ lần thứ hai giành chức vô địch. Trận chung kết cũng đạt kỷ lục sự kiện thể thao có nhiều người theo dõi trực tiếp nhất với trên 90.000 khán giả lấp đầy sân Rose Bowl.

##### Thế vận hội 2004
Hamm giúp Hoa Kỳ một lần nữa giành vàng ở Thế vận hội Mùa hè 2004 và được các vận động viên trong đoàn thể thao Hoa Kỳ chọn là người cầm cờ tại lễ bế mạc Đại hội. Sau Thế vận hội Hamm và các đồng đội ở đội tuyển Hoa Kỳ tham gia "chuyến du đấu từ biệt", kết thúc vào ngày 8/12/2004 gặp México tại Home Depot Center ở Carson, California. Hoa Kỳ chiến thắng 5–0 trong đó Hamm có hai pha kiến tạo thành bàn. Hamm là một trong ba cầu thủ tuyên bố từ giã sự nghiệp thi đấu quốc tế sau khi tour đấu kết thúc; hai người còn lại là đội trưởng Julie Foudy và Joy Fawcett. Hamm nghỉ thi đấu ở tuổi 32 với thành tích 158 bàn thắng quốc tế.

### Câu lạc bộ

#### Washington Freedom, 2001–03
Trong phần lớn sự nghiệp của Hamm không hề có một giải vô địch bóng đá chuyên nghiệp Hoa Kỳ. Do đó cô chỉ thi đấu có ba mùa giải bóng đá chuyên nghiệp. Vào năm 2001, cô là cầu thủ đóng góp vào sự ra đời của Women's United Soccer Association, giải bóng đá nữ chuyên nghiệp đầu tiên tại Hoa Kỳ, thi đấu cho đội Washington Freedom.
Trong trận khai mạc giữa Freedom và Bay Area CyberRays trên Sân vận động RFK ở Washington, D.C., Hamm đem về cho đội nhà một quả phạt đền gây tranh cãi. Pretinha thực hiện thành công quả phạt đền đó và là người ghi bàn thắng đầu tiên tại giải. Đây cũng là bàn thắng duy nhất của trận đấu.
Mặc dù giải ngừng tổ chức vô thời hạn vào tháng 9 năm 2003, Hamm vẫn cùng Freedom giành chức vô địch Founders Cup trong mùa giải cuối cùng này.

### Nghỉ thi đấu
Vào ngày 14 tháng 5 năm 2004, Hamm thông báo nghỉ thi đấu Thế vận hội Mùa hè 2004, bảy tỏ mon muốn lập gia đình với cầu thủ bóng chày Nomar Garciaparra.

## Giải thưởng và vinh danh
Hamm được Women's Sports Foundation chọn là Nữ vận động viên của năm 1997 (trong hạng mục đội tuyển). Vào ngày 22/5/1999, cô phá kỉ lục về số bàn thắng cho đội tuyển quốc gia bằng bằng bàn thắng thứ 108 trong trận gặp Brasil tại Orlando, Florida. Vào tháng 6 cùng năm, Nike đặt tên tòa nhà lớn nhất nằm trong khuôn viên công ty theo tên của Hamm. Vào tháng 12 năm 2000, Hamm được chọn là một trong ba cầu thủ nữ xuất sắc nhất thế kỷ của FIFA, xếp sau Tôn Văn của Trung Quốc và đồng hương Michelle Akers.
Vào tháng 3 năm 2004, Hamm và Michelle Akers là hai cầu thủ nữ và hai người Mỹ duy nhất có tên trong FIFA 100, danh sách 125 cầu thủ bóng đá còn sống vĩ đại nhất do Pelé lựa chọn nhân kỷ niệm 100 năm tồn tại của FIFA. Các giải thưởng khác bao gồm việc được bầu chọn là Cầu thủ bóng đá nữ Hoa Kỳ của năm trong 5 năm liền từ 1994 tới 1998, giành ba giải thưởng ESPY trong đó có Cầu thủ bóng đá của năm và Nữ vận động viên của năm.
Vào năm 2006, Hamm được ghi danh trên Alabama Sports Hall of Fame và sau đó là Texas Sports Hall of Fame vào ngày 11/3/2008. Năm 2007, Hamm được ghi danh trên National Soccer Hall of Fame. Vào năm 2008, hình ảnh của cô được sử dụng trong logo giải bóng đá nữ chuyên nghiệp Hoa Kỳ thứ hai, Women's Professional Soccer.
Vào năm 2013, Hamm trở thành phụ nữ đầu tiên được ghi danh trên World Football Hall of Fame tại Pachuca, México.